# Imma pyrophthalma
Imma pyrophthalma is een vlinder uit de familie van de Immidae. De wetenschappelijke naam van de soort is voor het eerst geldig gepubliceerd in 1937 door Edward Meyrick.